# Cromatología
Dentro del ámbito iconolingüístico, la cromatología se define como el estudio del color como uno de los constituyentes fundamentales de la forma del significante icónico. Suele decirse cromatología iconolingüística, añadiendo la referencia a la iconolingüística para evitar la confusión respecto a otros conceptos a los que también, tradicionalmente, se ha venido   con el término cromatología (conceptos, sobre todo, de la cromatografía y de la ciencia del color). Es desde la perspectiva del estudio iconolingüístico (de los lenguajes icónicos) como se enfoca cualquier concepto cromatológico del significante de las imágenes a nivel formal. El concepto de cromatología iconolingüística fue incluido por primera vez, con el simple término de cromatología, en la primera edición de El lenguaje del color, de Juan Carlos Sanz, publicado en 1985.

## Cromatografia y Cromática
Desde el punto de vista general de la iconolingüística, la cromatografia se basa en la idea de que todos los colores que son comprendidos y expresados (mediante los diferentes lenguajes icónicos) pertenecen al acervo iconolingüístico cultural en el que se fundamenta la manifestación del colorido de cualquier imagen en el pensamiento visual y en la comunicación visual. Por esto, todo color que se estudia bajo el enfoque de la cromatografia es considerado una coloración iconolingüística. La precisión de las referencias a la apariencia del color considerado como objeto de estudio cromatológico se fundamenta tanto en los principios como en las técnicas de especificación y medida de la cromática, es decir, de la ciencia del color aplicada al estudio iconolingüístico de las imágenes.